# Glòria (pel·lícula de 1980)
Glòria (títol original en anglès Gloria) és una pel·lícula estatunidenca dirigida per John Cassavetes, estrenada el 1980.

## Argument[calcitació]
Glòria és una treballadora del sexe que ha estat amant d'un padrí novaiorquès. Una amiga i veïna li confia el seu fill de sis anys només alguns minuts abans de ser fredament abatuda amb la seva filla, la seva mare i el seu espòs. Aquest últim, antic responsable de l'organització del crim, havia tingut contactes amb l'FBI. Glòria, que ha acceptat ocupar-se del nen a contracor, fuig amb ell i amb el preciós llibre de comptes de la màfia. Coneix bé aquells que la persegueixen i intenta negociar, però és temps perdut, ja que la regla és estricta, per tal de donar l'exemple, cal matar el nen.
Segueix llavors una persecució per diversos barris novaiorquesos. La música és inspirada en el concierto de Aranjuez compost el 1939 per Joaquín Rodrigo.

## Repartiment
- Gena Rowlands: Gloria Swenson
- John Adames: Phil Dawn
- Julie Carmen: Jeri Dawn
- Tony Knesich: Gàngster
- Buck Henry: Jack Dawn
- Lupe Garnica: Margarita Vargas
- Jessica Castillo: Joan Dawn
- Lawrence Tierney: El cambrer de Broadway
- Tom Noonan: Un guardaespatlles

## Al voltant de la pel·lícula[calcitació]
- Barbra Streisand havia estat seleccionada per encarnar el paper del títol (Glòria), finalment va ser donat a Gena Rowlands, l'esposa del director.
- Sidney Lumet va dirigir un remake de la pel·lícula el 1999, Gloria, amb Sharon Stone i Jean-Luke Figueroa.
- La pel·lícula té similituds amb tres pel·lícules posteriors:
  - Léon (1994) de Luc Besson: a les dues pel·lícules, una persona solitària vinculada a la màfia novaiorquesa s'ha d'ocupar a contracor d'un nen la família del qual ha estat delmada en un pis veí.
  - Ultraviolet de Kurt Wimmer transposa en un futur la història d'una dona combativa i d'un noi que han d'escapar a la màfia. El director Kurt Wimmer reconeix haver-se inspirat de Glòria més aviat que en altres dibuixos animats.[2]
  - Julia (2008) d'Érick Zonca relata la història d'una dona alcohòlica que ajuda una altra dona a segrestar el seu noi, que l'estat confiat,[Cal aclariment]
 per tal d'obtenir un rescat del seu ric avi, abans de fugir sola amb el noi i de protegir-lo com si fos la seva pròpia mare.

## Premis i nominacions[calcitació]

### Premis
- Festival Internacional de Cinema de Venècia 1980: Lleó d'Or compartit amb Atlantic City de Louis Malle.
- Razzie Awards 1980: Pitjor segon paper masculí (John Adames), compartit amb Laurence Olivier per a The Jazz Singer.

### Nominacions
- Oscar a la millor actriu per Gena Rowlands el 1981. Va ser atorgat finalment a Sissy Spacek per al seu paper a Nashville Lady.